# Gentius
Gentius ou Genthios ou Gent, qui régna de 180 à 168 av. J.-C., fut le dernier roi d'Illyrie. Il était le fils du roi Pleuratos II de la tribu des Labéates. Sa capitale était Scodra (actuelle Scutari en Albanie).

## Biographie
Son nom semble dérivé de l'indo-européen commun *g'en- « engendrer », apparenté au latin gens, gentis Gent  « la famille, le clan, la race ». 
En 181 avant JC, le fidèle Pleuratus avait été remplacé par son fils Gent . Pendant son règne, les relations avec l'État ardiéen et Rome commencèrent à diminuer. La côte et l'arrière-pays au sud du Drin sont restés sous contrôle romain depuis les premières guerres illyriennes contre Teuta. Gent a décidé d'accroître son pouvoir sur les peuples apparentés vivant au nord et à l'ouest. Parmi les îles, la ville grecque d'Issa (aujourd'hui Vis, Croatie) avait conservé une certaine forme d'indépendance sous la protection romaine, mais Pharos (aujourd'hui Hvar, Croatie) restait une possession illyrienne [une clarification était nécessaire]. Sur le continent, les Delmatae et les Daorsi furent autrefois des sujets, mais les premiers firent défection peu après l'avènement de Gentius.  
La force illyrienne résidait dans la marine et les navires et ce fut leur interférence avec la navigation sur l'Adriatique qui suscita une fois de plus l'intérêt romain pour la région. En 180 avant JC, un préteur romain chargé de la protection des côtes arriva à Brudisium avec des navires de Gent  qui auraient été pris en flagrant délit de piraterie. Une ambassade en Illyrie n'a pas réussi à localiser le roi ; mais le préteur découvrit que les Romains étaient détenus contre rançon à Korčula. Aucune issue de l'affaire n'est rapportée et il se pourrait bien que le Sénat ait accepté l'affirmation des envoyés de Gent selon laquelle les accusations étaient fausses.   
Dix ans plus tard, alors que Rome était en proie à la fièvre de la guerre contre Persée de Macédoine, Issa accusa Gent de comploter la guerre avec le roi et les envoyés illyriens se virent désormais refuser une audition devant le Sénat. Au lieu de cela, les Romains s'emparèrent de 54 lembi illyriens ancrés dans le port d'Épidamnos. À la veille de la guerre, un sénateur romain fut envoyé en Illyrie pour rappeler à Gent son amitié formelle avec la République romaine.  
En 180 av. J.-C., les Dalmates s'affranchirent de sa domination. 
En 171, dans le contexte de la troisième guerre macédonienne, il s'allia aux Romains contre les Macédoniens, mais en 169 il changea de camp pour rallier la cause de Persée. 
Il arrêta deux légats romains et détruisit les villes d'Apollonie et de Dyrrhachium, alliées de Rome. Il a été accusé par les Romains d’organiser et d’aider des raids de pirates en Italie.
En 168, il fut vaincu à Shkodra par une armée romaine sous les ordres de Lucius Anicius Gallus. 
En 167, il est emmené à Rome comme captif pour participer au triomphe de Gallus, après quoi il fut emprisonné à Iguvium. La date de sa mort est inconnue. 

## Postérité
Selon Pline l'Ancien, la gentiane jaune, et par extension la gentiane, tire son nom de Gentius, qui en aurait découvert les vertus curatives.
Gentius est représenté sur le revers de la pièce albanaise de 50 leks.